# دار الكتاب اللبناني
دار الكتاب اللبناني دار نشر لبنانيـة، عُرفت بنشر الأعمال الكاملة للأستاذ عباس محمود العقاد في ستة وعشرين مجلداً، والمؤلفات الكاملة للدكتور طه حسين في ستة عشر مجلداً. ولا تزال الدار توالي طبع المجموعتين إلى اليوم ومنذ عقود من السنين.